# 安岳县
安岳县是中华人民共和国四川省资阳市下辖的一个县，地处四川盆地腹地、涪江与沱江之间、成渝连线中点，总面积2,700平方公里，常住人口93.5万人。安岳县特产红薯、柠檬，为中国重要生猪生产基地之一。安岳建县于南北朝时期，盛于唐、五代和宋的安岳石刻享有盛名，被称为“中国石刻之乡”和“柠檬之都”。

## 名称
安岳县置县时县治位于铁峰山上，四面险绝，便于防守，取安居于山岳上之意，故名“安岳”自公元575年置县至今，县名使用从未间断。

## 历史

### 古代
西汉时，今安岳县境属犍为郡的牛鞞县、资中县与巴郡的垫江县。东汉时，今安岳县境属牛鞞、资中、垫江与广汉郡的德阳四县。南朝萧普通年间，在今安岳县境内设普慈郡，将僚人编入户籍、令其纳税。
北周建德四年（575年）置普州、安岳县，此乃安岳建县之始。隋开皇三年（583年）废普慈郡，普州辖安岳县、普慈县、安居县、永康县。大业（605年）废普州，所辖各县改隶资州，大业三年（608年）资州改为资阳郡。
唐武德元年，资阳郡改回资州；武德二年（619年）于安岳县复置普州，辖安岳、普慈、安居、隆康四县；武德三年（620年）析普慈县地置乐至县、升隆龛镇为隆龛县；天宝元年（742年）普州改为安岳郡；乾元元年（758年）废安岳郡复称普州，属剑南东道。
北宋乾德五年（967年）将崇龛县并入安居县、普慈县并入乐至县。开宝四年（971年）安岳县治自原址铁峰山移至今址。熙宁五年（1072年）将普康县并入安岳县。普州隶属于潼川府路。南宋时于今安岳县境东南部置石羊县。淳祐三年（1243年），为抗击蒙古军队南下，将安岳县城建于铁峰山上，宝祐年间被攻破，州县俱废。元至正四年（1344年），复置安岳县，将安居、乐至两县并入，与石羊县同属遂宁州。
明洪武四年（1371年）于安岳县复置普州，洪武九年（1376年）州废，将石羊县并入安岳县，属潼川州。清顺治十五年（1658年）安岳县并入蓬溪县，康熙五年（1666年）改并入遂宁县，康熙十九年（1680年）改并入乐至县。雍正六年（1728年）复置安岳县，隶属于潼川州，雍正十二年（1734年）改属川北道潼川府。
新唐书评价安岳县为上，宋史评价安岳县为中下，清史稿评价安岳县为繁、难。

### 近现代
1911年11月保路运动中，同盟会员夏之时率部进入安岳县城。民国2年（1913年）废潼川府，安岳县直属于四川省川北道。民国3年（1914年）川北道改成嘉陵道。民国9年（1920年）川军割据，安岳属李家钰部管辖。民国17年（1928年），中共安岳特别支部成立，由中共川西特委领导。民国24年（1935年），安岳县隶属于四川省第十二行政督察区。
1949年12月8日，中国人民解放军第二野战军11军35师105团抵达安岳县城，宣告安岳解放。1950年1月5日，安岳县人民政府成立，属川北行政区遂宁专区。1952年9月，川北行政区与其他三个行政区合并为四川省。1958年遂宁专区撤销，安岳县改属内江专区（后改为内江地区）。1985年内江地区撤地设市，属内江市。1998年，安岳县划归新设的资阳地区。2000年，资阳地区撤地设市，安岳县属资阳市。

## 行政区划
明成化年间，安岳县下设20乡；万历时有12镇52场。清道光时，安岳县有10乡、36场（镇），清末设有城厢五路和10乡、38场。民国18年（1929年），安岳县辖43乡、场、镇；民国24年（1935年），辖53联保；民国37年（1948年），辖2区、4指导区、52乡镇。1952年，安岳县辖15区、99乡（镇），1957年调整为10区、1镇、78乡，1958年建立10个中心人民公社、34个人民公社、1个镇，1982年辖10区、1镇、93公社、6居民委员会，1985年辖10区、5镇、88乡。
截止2020年，安岳县下辖2个街道办事处、32个镇、12个乡：
街道：岳城街道、石桥街道；
镇：岳阳镇、鸳大镇、通贤镇、龙台镇、姚市镇、林凤镇、毛家镇、永清镇、永顺镇、石羊镇、两板桥镇、护龙镇、李家镇、元坝镇、兴隆镇、天林镇、镇子镇、文化镇、周礼镇、驯龙镇、华严镇、卧佛镇、长河源镇、忠义镇、护建镇、南薰镇、思贤镇、清流镇、协和镇、朝阳镇、乾龙镇、大平镇；
乡：来凤乡、天马乡、云峰乡、岳新乡、东胜乡、高升乡、横庙乡、白塔寺乡、双龙街乡、合义乡、千佛乡、拱桥乡。

## 现任领导
| 机构     | · 中国共产党 · 安岳县委员会 · 书记 | 安岳县人民代表大会 常务委员会 主任 | 安岳县人民政府 县长 | · 中国人民政治协商会议 · 安岳县委员会 · 主席 |
| -------- | ---------------------------------- | ---------------------------------- | ------------------- | -------------------------------------------- |
| 姓名     | 刘建华                             | 刘云                               | 赖才建              | 魏斌                                         |
| 民族     | 汉族                               |                                    | 汉族                |                                              |
| 籍贯     | 四川省简阳市                       |                                    | 四川省简阳市        |                                              |
| 出生日期 | 1975年2月                          |                                    | 1977年11月          |                                              |
| 就任日期 | 2022年5月                          | 2011年12月                         | 2022年7月           | 2016年12月                                   |

## 经济
2020年，安岳县实现地区生产总值（GDP）265亿元，同比增长3.6%，其中第一、第二、第三产业结构比为29.3：19.9：50.8。城镇居民人均可支配收入37302元，比上年增加1979元、增长5.6%。全县肉猪出栏102.1万头，位居四川第一。

## 交通
公路方面，截止2020年，安岳县公路总里程6171.7公里，其中高速公路通车总里程157.5公里，公路路网密度为224.0公里/百平方公里。安岳县目前已建成 渝蓉高速、 成资渝高速、 遂宜毕高速三条高速公路与 247国道、 319国道、 351国道等普通国道。
铁路方面，已获批复、即将开工的沪渝蓉高速铁路重庆至成都段（成渝中线高速铁路）经过安岳县并在安岳县内设安岳站。规划中的绵泸高速铁路绵遂内段也计划经过安岳县并在安岳县内设站。

## 教育与卫生
截止2020年，安岳县共有幼儿园224所，小学44所，初中84所（含九年一贯制学校54所），普通高中7所，特殊教育学校1所，中等职业教育学校2所。
截止2020年，安岳县共有医疗卫生机构1448个，其中医院16个，妇幼保健机构1个，乡镇（中心）卫生院69个。
- 安岳县人民医院
- 安岳县中医医院
- 安岳县康复医院
- 安岳县骨科医院
- 安岳县第三人民医院
- 安岳县妇幼保健计划生育服务中心

## 地方特色

### 安岳石窟
安岳文物古迹甚多，以大量古、多、精、美的石刻艺术著称于世，被誉为“石刻艺术之乡”“中国古代雕塑又一伟大宝库”，全县现有历代摩崖造像10万躯左右，盛唐石窟佛经40余万字。安岳石窟于2006年被列入第六批全国重点文物保护单位。
- 全国重点文物保护单位[註 11]：
  - 第三批：卧佛院摩崖造像[29]
  - 第五批：毗卢洞石刻造像[30]
  - 第六批：圆觉洞摩崖造像、千佛寨摩崖造像、玄妙观摩崖造像、华严洞摩崖造像、茗山寺摩崖造像、孔雀洞摩崖造像（报国寺经目塔）
- 四川省文物保护单位：
  - 原第二批：黄桷大佛寺摩崖造像[25][註 12]
  - 第六批：高升大佛[28]
  - 第七批：佛耳岩摩崖造像、庵堂寺摩崖造像、上大佛摩崖造像、木鱼山摩崖造像、西禅寺摩崖造像[31]
  - 第八批：菩萨湾摩崖造像、舍身岩摩崖造像、石锣沟摩崖造像、灵游院摩崖造像、安岳大佛寺摩崖造像、半边寺摩崖造像、峰门寺摩崖造像、净慧岩摩崖造像、毗卢沟摩崖造像、佛慧洞摩崖造像、三仙洞摩崖造像、佛济寺摩崖造像[32]
  - 第九批：塔坡摩崖造像[33]

### 文物与景点
2020年，全县共接待国内游客849.3万人次。
- 其他全国重点文物保护单位[註 13]：
  - 第六批：木门寺[23]
  - 第七批：铁佛寺崖墓群[34]
- 其他四川省文物保护单位：
  - 第七批：贾岛墓、道林寺、安岳文庙[31]
  - 第八批：鸳鸯村崖墓群、协和廊桥、安岳奎阁、安岳王刘氏节孝坊、石羊奎阁、中共遂安潼三县党员代表大会遗址、川陕苏维埃政府遂安中心组织总部兼龙台区委旧址、中共遂安中心县委旧址[32]

### 特产
安岳县拥有三个中国地理标志产品：安岳柠檬、周礼粉条、通贤柚。其中，安岳柠檬已成为中欧地理标志保护名录中的产品，安岳柠檬产量位居全国第一，种植规模、产量和市场占有率均占全国的80%以上，被誉为“中国柠檬之乡”，是世界五大柠檬主产区之一；安岳红薯加工量西南第一，周礼粉条占据川渝火锅市场的一半。